# George Peeples
George Albert Peeples (30 ottobre 1943) è un ex cestista statunitense, professionista nella ABA.

## Carriera
Venne selezionato dai Baltimore Bullets al quarto giro del Draft NBA 1966 (35ª scelta assoluta).

## Palmarès
- Cinquantaduesimo migliore rimbalzista di sempre ABA